# Sarvijärvi (sjö i Storå, Södra Österbotten)
Sarvijärvi är en sjö i kommunen Storå i landskapet Södra Österbotten i Finland. Arean är 33 hektar och strandlinjen är 4,22 kilometer lång. Sjön  ingår i Karvia å huvudavrinningsområde.   Den ligger omkring 100 kilometer sydväst om Seinäjoki och omkring 270 kilometer nordväst om Helsingfors. 